# الأشرفية (فلسطين)
الأشرفية، بمعنى ارتفع أو أشرف، هي قرية فلسطينية مهجّرة تقع إلى الجنوب الغربي من مدينة بيسان. وتبعد عنها 5 كم. وتنخفض 114 م عن سطح البحر. تبلغ مساحة أراضيها 6,711 دونماً. وتحيط بها أراضي قرى جلبون وتل الشوك وفرونه والحمرا. قُدر عدد سكانها عام 1922 حوالي (136) نسمة، وفي عام 1945 (230) نسمة.
قامت المنظمات الصهيونية المسلحة بهدم القرية وتشريد أهلها البالغ عددهم عام 48 حوالي (267) نسمة. وكان ذلك في 12 مايو 1948.
ويبلغ مجموع اللاجئين من هذه القرية في عام 1998 حوالي (1,638) نسمة.

## القرية قبل الاحتلال
كانت القرية تقع في منطقة مستويّة على بعد كيلومترين إلى الشرق من جبال فقوعة ومن الشمال الغربي بالإمكان مشاهدة جبل طابور، ومن الشرق كانت القرية بالواجهة من شرقي نهر الأردن. موقع القرية ضمن لها الصمود أمام الفيضانات من جهة الغرب التي تأتي من مياه وادي المَدوّع. في فترة الاستعمار البريطاني صُنفت القرية على أنها منطقة مزرعة.
سكان القرية بكاملها كانوا من المسلمين يعمل معظمهم في الزراعة وتربية الدواجن، وبنوا منازلهم على طريقة البناء القديم، قريبة من بعضها البعض وتفصلهم أزقة ضيقة. وبسبب وفرة المياه والتربة الخصبة والينابيع وأرض مستوية بسهولة يمكن حرثها كانت أراضي القرية مزروعة بالخضراوات وأشجار الفاكهة من الحمضيات والموز والزيتون.

## احتلال القرية وتهجير سكانها
في تاريخ 11 أيار عام 1948، قامت بداية قوات صهيونية تابعة للواء غولاني بالقاء غارات على القرية. وكانت هذه البداية لاحتلال بيسان، فتبعتها غارات لقرى مجاورة مركزية في بيسان ضمن الحملة العسكرية جدعون التي نفذها لواء غولاني بين التواريخ 10 إلى 15 أيار عام 1948.

## المستعمرات الإسرائيلية على أراضي القريّة
تقع متسعمرتا رشافيم [الإنجليزية] وشلوحوت [الإنجليزية] اللتان أنشئتا في سنة 1948، على أراضي القرية، إلى الشرق من موقعها. وبني في الموقع حوض لتربية الأسماك.

## روابط خارجية
- فلسطين في الذاكرة